# Olympische Winterspiele 2006/Eisschnelllauf – 5000 m (Frauen)
Die 5000 m im Eisschnelllauf der Frauen bei den Olympischen Winterspielen 2006 wurden am 25. Februar 2006 im Oval Lingotto ausgetragen.
Olympiasiegerin wurde die Kanadierin Clara Hughes. Silber sicherte sich Claudia Pechstein aus Deutschland und Bronze ging ebenfalls nach Kanada an Cindy Klassen.

## Bestehende Rekorde
| Weltrekord         | Claudia Pechstein ( Deutschland) | 6:46,91 min | Salt Lake City | 23. Februar 2002 |
| Olympischer Rekord | Claudia Pechstein ( Deutschland) | 6:46,91 min | Salt Lake City | 23. Februar 2002 |

## Ergebnisse
| Rang | Paar | Athletin           | Nation             | Zeit (min) | Defizit (s) |
| ---- | ---- | ------------------ | ------------------ | ---------- | ----------- |
| 1    | 8    | Clara Hughes       | Kanada             | 6:59,07    |             |
| 2    | 8    | Claudia Pechstein  | Deutschland        | 7:00,08    | +1,01       |
| 3    | 7    | Cindy Klassen      | Kanada             | 7:00,57    | +1,50       |
| 4    | 7    | Martina Sáblíková  | Tschechien         | 7:01,38    | +2,31       |
| 5    | 6    | Daniela Anschütz   | Deutschland        | 7:02,82    | +3,75       |
| 6    | 4    | Kristina Groves    | Kanada             | 7:03,95    | +4,88       |
| 7    | 5    | Catherine Raney    | Vereinigte Staaten | 7:04,91    | +5,84       |
| 8    | 5    | Maren Haugli       | Norwegen           | 7:06,08    | +7,01       |
| 9    | 4    | Renate Groenewold  | Niederlande        | 7:11,32    | +12,25      |
| 10   | 6    | Carien Kleibeuker  | Niederlande        | 7:12,18    | +13,11      |
| 11   | 3    | Eriko Ishino       | Japan              | 7:12,48    | +13,41      |
| 12   | 2    | Anna Rokita        | Österreich         | 7:16,75    | +17,68      |
| 13   | 1    | Maki Tabata        | Japan              | 7:18,05    | +18,98      |
| 14   | 2    | Lucille Opitz      | Deutschland        | 7:18,06    | +18,99      |
| 15   | 3    | Wang Fei           | China              | 7:22,90    | +23,83      |
| 16   | 1    | Katarzyna Wojcicka | Polen              | 7:28,09    | +29,02      |